# Ja-12
Ja-12 (ros. Я-12) – radziecki średni ciągnik artyleryjski z okresu II wojny światowej.

## Historia konstrukcji
W związku z zapotrzebowaniem Armii Czerwonej na ciągniki artyleryjskie mogące holować działa i haubice o kalibrze ponad 100 mm, które okazałe zbyt ciężkie dla dotychczas stosowanych ciągnikach półgąsienicowych, w Jarosławskich Zakładach Samochodowych rozpoczęto prace nad budową ciągników artyleryjskich o trakcji gąsienicowej. Pierwszy typ takiego ciągnika oznaczonego jako Ja-11 był jednak nieudany, głównie z uwagi na zbyt słaby silnik. Dlatego też w 1942 roku opracowany kolejny ciągnik oznaczony Ja-12. 
Dla uproszczenia jego produkcji w konstrukcji jego zastosowano podwozie z lekkiego czołgu T-70, natomiast nadwozie pochodziło z produkowanego w tym zakładzie samochodu ciężarowego JaG-6. Znacznie to uprościło jego produkcję, gdyż zarówno podwozie jak i nadwozie było produkowane seryjnie. W nowym ciągniku zastosowano silnik wysokoprężny produkcji amerykańskiej GMC-4-71, które otrzymano w ramach umowy Lend-Lease, zastosowano do niego również przekładnie amerykańskie Spicer 5553. Tak zbudowany pojazd w pełni zaspakajał wymagania wojska, dlatego w sierpniu 1943 roku rozpoczęto seryjną produkcję ciągników artyleryjskich Ja-12. 
Produkcja seryjna ciągników Ja-12 trwała do 1946 roku, w tym czasie wyprodukowano łącznie 2296 ciągników tego typu.

## Użycie
Ciągniki artyleryjskie Ja-12 były użytkowane w brygadach artylerii Armii Czerwonej, do holowania armat i haubic: armat przeciwlotniczych kal. 85mm, armaty kal. 122 mm, haubicoarmaty kal. 152 mm, haubic kal. 203 mm. Użytkowane był do 1954 roku, przy czym w trakcie remontów w części z nich zamontowano silniki produkcji radzieckiej JaAZ-204, który był wierną kopią silnika GMC-4-71, lecz produkowaną już w Jarosławskich Zakładach Samochodowych.
Oprócz Armii Czerwonej ciągniki Ja-12 znalazły się na wyposażeniu oddziałów polskich organizowanych w ZSRR w latach 1943 – 1945 oraz w I Czechosłowackim Korpusie w ZSRR. W tych też krajach użytkowany także były po zakończeniu II wojny światowej.

## Opis pojazdu
Ciągnik artyleryjski Ja-12 był zbudowany na podwoziu lekkiego czołgu T-70, nie posiadał on jednak opancerzenia. Na tym podwoziu zamontowano nadwozie pochodzące z samochodu ciężarowego JaG-6. Napęd stanowił amerykański silnik wysokoprężny GMC-4-71 o mocy 112 KM. Sterowanie odbywało się za pomocą drążków sterowniczych podobnie jak w czołgu. Za kabiną zamontowana była drewniana skrzynia ładunkowa o ładowności 2 ton. Było tam też miejsce dla 8 żołnierzy obsługi działa. W kabinie było 3 miejsca. Z tyłu pojazdu zamontowano hak holowniczy, który umożliwiał holowanie działa lub przyczepy z ładunkiem o masie 5350 kg.